# Пушкінський провулок
Пу́шкінський прову́лок — зниклий провулок, що існував у Ленінградському районі (нині — територія Святошинського району) міста Києва, місцевість Святошин. Пролягав від вулиці Доброхотова.

## Історія
Провулок виник у 1-й половині XX століття під такою ж назвою, на честь російського поета Олександра Пушкіна. Ліквідований у 1980-х роках у зв'язку зі знесенням старої забудови Святошина.